# Xanthoparmelia auricampa
Xanthoparmelia auricampa är en lavart som beskrevs av Elix. Xanthoparmelia auricampa ingår i släktet Xanthoparmelia och familjen Parmeliaceae.   Inga underarter finns listade i Catalogue of Life.